# Joseph Alzin
Joseph „Jos“ Alzin (* 18. Dezember 1893 in Paris; † 2. September 1930 in Marseille) war ein luxemburgischer Gewichtheber.

## Erfolge
Alzin nahm an zwei Olympischen Spielen teil. Bei den Olympischen Sommerspielen 1920 in Antwerpen stemmte er im Schwergewicht 260 Kilogramm, womit er hinter dem Italiener Filippo Bottino, der 265 kg schaffte, die Silbermedaille gewann. Dahinter folgte der Franzose Louis Bernot mit 255 kg. Bei den Spielen 1924 in Paris beendete er den Wettkampf im Schwergewicht nicht.